# Ryder Cup 2016
Navigation
2014 2018
La 41e édition de la Ryder Cup a lieu du 30 septembre au 2 octobre 2016 au Hazeltine National Golf Club de Chaska, dans le Minnesota.
L'équipe américaine de Davis Love III s'impose 17 à 11 face à l'équipe européenne dont le capitaine est l'Irlandais du Nord Darren Clarke. Cette dernière avait remporté les trois précédentes éditions.

## Format
La Ryder Cup est une compétition en match-play, où, chaque match rapporte un point. Le format de jeu est le suivant :
- Jour 1 (Vendredi) -  4 matchs en foursomes (coups alternés) et 4 matchs en fourball (meilleure balle)
- Jour 2 (Samedi) - 4 matchs en fourball et 4 matchs en foursomes
- Jour 3 (Dimanche) - 12 matchs en simple

## Le parcours
Le choix par la PGA d'Hazeltine, comme le lieu où doit se disputer de la Ryder Cup 2016 devant se dérouler aux États-Unis, est annoncé le 22 avril 2002.
Le parcours d'Hazeltine lors de  cette Ryder Cup, est un par 72 (36 à l'aller, 36 au retour) pour une longueur totale de 7 628 yards (6 975 mètres).
L'ordre des trous est différent du parcours habituel. L'aller, pour cette Ryder Cup, comprend les trous numérotés 1 à 4 puis 14 à 18 (en lieu est place des trous 1 à 9), tandis que pour le retour ce sont les trous numérotés 10 à 13 puis 5 à 9 (en lieu et place des trous 10 à 18).
| Aller | Aller | Aller                     | Retour | Retour | Retour                    |
| N°    | Par   | Distance (yards / mètres) | N°     | Par    | Distance (yards / mètres) |
| ----- | ----- | ------------------------- | ------ | ------ | ------------------------- |
| 1     | 4     | 442 / 404                 | 10     | 4      | 452 / 413                 |
| 2     | 4     | 429 / 392                 | 11     | 5      | 606 / 554                 |
| 3     | 5     | 633 / 579                 | 12     | 4      | 518 / 474                 |
| 4     | 3     | 210 / 192                 | 13     | 3      | 248 / 227                 |
| 5     | 4     | 352 / 322                 | 14     | 4      | 448 / 410                 |
| 6     | 5     | 642 / 587                 | 15     | 4      | 405 / 370                 |
| 7     | 4     | 402 / 368                 | 16     | 5      | 572 / 523                 |
| 8     | 3     | 186 / 170                 | 17     | 3      | 176 / 161                 |
| 9     | 4     | 475 / 434                 | 18     | 4      | 432 / 395                 |
| Aller | 36    | 3 771 / 4 448             | Retour | 36     | 3 857 / 3527              |

## Équipes
| États-Unis      | États-Unis                          | Europe               | Europe                               |
| --------------- | ----------------------------------- | -------------------- | ------------------------------------ |
|                 |                                     |                      |                                      |
| Capitaines      |                                     |                      |                                      |
| Davis Love III  | Davis Love III                      | Darren Clarke        | Darren Clarke                        |
| Joueur          | Note                                | Joueur               | Note                                 |
| Rickie Fowler   | Choix du capitaine 3e participation | Rafael Cabrera-Bello | débutant                             |
| J. B. Holmes    | Choix du capitaine 2e participation | Matthew Fitzpatrick  | débutant                             |
| Dustin Johnson  | 3e participation                    | Sergio García        | 8e participation                     |
| Zach Johnson    | 4e participation                    | Martin Kaymer        | Choix du capitaine 4e participation  |
| Brooks Koepka   | débutant                            | Rory McIlroy         | 4e participation                     |
| Matt Kuchar     | Choix du capitaine 4e participation | Thomas Pieters       | Choix du capitaine débutant          |
| Phil Mickelson  | 11e participation                   | Justin Rose          | 4e participation                     |
| Ryan Moore      | Choix du capitaine débutant         | Henrik Stenson       | 4e participation                     |
| Patrick Reed    | 2e participation                    | Andy Sullivan        | débutant                             |
| Brandt Snedeker | 2e participation                    | Lee Westwood         | Choix du capitaine 10e participation |
| Jordan Spieth   | 2e participation                    | Daniel Willett       | débutant                             |
| Jimmy Walker    | 2e participation                    | Chris Wood           | débutant                             |

## Compétition

### Première journée
Vendredi 30 septembre 2016 - Matin
| États-Unis         | Résultats           | Europe                 |
| ------------------ | ------------------- | ---------------------- |
| Spieth / Reed      | États-Unis : 3 et 2 | Stenson / Rose         |
| Mickelson / Fowler | États-Unis : 1 up   | McIlroy / Sullivan     |
| Walker / Johnson   | États-Unis : 4 et 2 | Sergio García / Kaymer |
| Johnson / Kuchar   | États-Unis : 5 et 4 | Westwood / Pieters     |
| 4                  | Session             | 0                      |
| 4                  | Au général          | 0                      |

Vendredi 30 septembre 2016 - Après-midi
| États-Unis        | Résultats           | Europe                        |
| ----------------- | ------------------- | ----------------------------- |
| Spieth / Reed     | Europe : 5 et 4     | Stenson / Rose                |
| Moore / Holmes    | Europe : 3 et 2     | Sergio García / Cabrera-Bello |
| Snedeker / Koepka | États-Unis : 5 et 4 | Willett / Kaymer              |
| Johnson / Kuchar  | Europe : 3 et 2     | McIlroy / Pieters             |
| 1                 | Session             | 3                             |
| 5                 | Au général          | 3                             |

### Deuxième journée
Samedi 1er octobre 2016 - Matin
| États-Unis         | Résultats           | Europe                        |
| ------------------ | ------------------- | ----------------------------- |
| Mickelson / Fowler | Europe : 4 et 2     | McIlroy / Pieters             |
| Snedeker / Koepka  | États-Unis : 3 et 2 | Stenson / Fitzpatrick         |
| Walker / Johnson   | Europe : 1 up       | Rose / Wood                   |
| Spieth / Reed      | Égalité             | Sergio García / Cabrera-Bello |
| 1,5                | Session             | 2,5                           |
| 6,5                | Au général          | 5,5                           |

Samedi 1er octobre 2016 - Après-midi
| États-Unis         | Résultats           | Europe             |
| ------------------ | ------------------- | ------------------ |
| Koepka / Johnson   | Europe : 3 et 1     | Mc Ilroy / Pieters |
| Holmes / Moore     | États-Unis : 1 up   | Willet / Westwood  |
| Mickelson / Kuchar | États-Unis : 2 et 1 | Kaymer / García    |
| Reed / Spieth      | États-Unis : 2 et 1 | Rose / Stenson     |
| 3                  | Session             | 1                  |
| 9,5                | Au général          | 6,5                |

### Troisième journée
Dimanche 2 octobre 2016 - Après-midi
| États-Unis | Résultats           | Europe        |
| ---------- | ------------------- | ------------- |
| Reed       | États-Unis : 1 up   | McIlroy       |
| Spieth     | Europe : 3 et 2     | Stenson       |
| Holmes     | Europe : 3 et 2     | Pieters       |
| Fowler     | États-Unis : 1 up   | Rose          |
| Walker     | Europe : 3 et 2     | Cabrera-Bello |
| Mickelson  | Egalité             | García        |
| Moore      | États-Unis : 1 up   | Westwood      |
| Snedeker   | États-Unis : 3 et 1 | Sullivan      |
| Johnson    | États-Unis : 1 up   | Wood          |
| Koepka     | États-Unis : 5 et 4 | Willett       |
| Kuchar     | Europe : 1 up       | Kaymer        |
| Johnson    | États-Unis : 4 et 3 | Fitzpatrick   |
| 7,5        | Session             | 4,5           |
| 17         | Au général          | 11            |